# Radicaal 107
Radicaal 107 is een van de 23 van de 214 Kangxi-radicalen dat bestaat uit vijf strepen.
In het Kangxi-woordenboek zijn er 94 karakters die dit radicaal gebruiken.

## Karakters met het radicaal 107
| Strepen | Karakter    |
| ------- | ----------- |
| + 0     | 皮          |
| + 3     | 皯          |
| + 5     | 皰 皱       |
| + 6     | 皲          |
| + 7     | 皳 皴       |
| + 8     | 皵          |
| + 9     | 皶 皷 皸 皹 |
| + 10    | 皺          |
| + 11    | 皻          |
| + 12    | 皼          |
| + 13    | 皽          |
| + 15    | 皾          |

Bronskarakter
Groot zegelkarakter
Klein zegelkarakter